# اچ‌ام‌ای‌اس کارانگی
اچ‌ام‌ای‌اس کارانگی (به انگلیسی: HMAS Karangi) یک کشتی بود که طول آن ۱۷۳٫۹ فوت (۵۳ متر) بود. این کشتی در سال ۱۹۴۱ ساخته شد.